# 爆笑吸血鬼 99
《爆笑吸血鬼 99》是1997年9月30日到1998年3月31日由東京電視台播放的日本電視動畫，由赤堀悟、根岸弘擔任原作，全26話。本作是《爆笑吸血鬼》的重製版。

## 故事大綱
從祖母那邊所得到的魔法書中得到暗示而開始找尋秘寶“歐帕斯”的女高中生伊娜荷·菲特曼波雷和平常以教師隱藏身分的吸血鬼阿爾卡特·馮·摩斯基頓訂立“血之契約”，而伊娜荷任性且傲慢地把摩斯基頓當作是自己的傭人般使喚，同時也與目的相同而來自世界各地的怪人們進行一場寶物爭奪戰，讓他們兩人一方面必須展開學校生活、一方面又要在世界各地展開冒險，而產生爆笑不斷的故事。

## 登場人物
阿爾卡特·馮·摩斯基頓
配音：子安武人（日本）；于正昇（華視）（台灣）；陳欣（香港）
與伊娜荷·菲特曼波雷訂立“血之契約”的吸血鬼。雖然不怕十字架等吸血鬼的弱點，卻怕木樁。只要往他的胸口插上木樁即會令他化成灰，並且還要重新訂立“血之契約”才能令他復活。
在“歐帕斯”的鑰匙出現在伊娜荷等人所上的學園上空時，他與他的棺材也跟著一起出現。在伊娜荷祖母的魔法書上，被介紹為“和菲特曼波雷家訂立契約的不死吸血鬼M”。
身材瘦長而且常戴著黑色披風，銀髪且留著三白眼。雖然個性溫和而老是被伊娜荷耍得團團轉，本人則是一副無所謂的樣子。平常則是擔任伊娜荷學校的世界史老師來隱藏身分。
武器是身上的鞭子。這個鞭子也能變身成槍或劍，披風則能變成翅膀。
因為菲特曼波雷家之人的血有特別的力量，所以當他吸了伊娜荷的血時會眼睛變紅，而發揮了身為吸血鬼的本能。但得到這份力量的代價，就必須尋找能作為引信的生命之源。這也是菲特曼波雷家和摩斯基頓的命運。數百年前，曾和與伊娜荷長的一模一樣的她的祖先卡米爾・伊娜荷・卡米拉有過戀情。
擁有兩個隨從阿火和小雪。雖然是個吸血鬼，平常所吃的東西卻是餃子和拉麵。
伊娜荷·菲特曼波雷（中都卡通台版譯為“小穗”）
配音：今井由香、大谷育江（童年，OVA版）（日本）；魏晶琦（華視）／賀世芳（衛視中文台）（台灣）；鄭麗麗（香港）
與摩斯基頓訂立“血之契約”的女高中生。超級守財奴，雖然個性活潑明亮，但也很自我中心。有及肩的紅色短髮，左耳則有十字架的耳飾。
由於從祖母的魔法書上得到情報，而與摩斯基頓一起找尋能得到巨大的力量和黃金的“歐帕斯”，並且能藉由“歐帕斯之力”而突然出現在学園庭院的魔法陣前往異世界。
雖然是個女高中生，但也是個具有容姿端麗、頭腦清晰、品行端正的学園主席。另外還擔任學生會会長、宿舍舍監、学園副理事長等職務。而且也被學生們稱為“街道之花”，而擁有天然美貌也受到大家的憧憬。
家裡是擁有豪宅的有錢人。有名叫作“秋田小町”的親戚。
曾為摩斯基頓與自己祖先為戀人的事情感到嫉妒，而非常喜歡摩斯基頓。另外，稱摩斯基頓為“小摩”。
阿火
配音：上田祐司（日本）；于正昌（華視）／謝佼娟（衛視中文台）（台灣）；陳卓智（香港）
隨著摩斯基頓的復活而一起出現的角色。
為魔物和人類所生的混血兒也是摩斯基頓的隨從。擅於用火。額頭上有一顆紅點。服裝和頭髮顏色以紅黃色為基礎。稱摩斯基頓為“主人”或“摩斯主人”。對摩斯基頓相當忠誠，但對主人的主人伊娜荷則是一副敷衍了事的態度。
平常時是一副小孩子的模樣（外形像是十歲一般），戰鬥時會變身成像是二十歲的男性。
和摩斯基頓及小雪一起住在公寓裡。當摩斯基頓使用爐灶時，因為認為那裡是會產生火的地方，而把那裡當作是房間使用。
小雪
配音：根谷美智子（日本）；丘梅君（華視）（台灣）；林元春（香港）
隨著摩斯基頓的復活而一起出現的角色。
為魔物和人類所生的混血兒也是摩斯基頓的隨從。擅於用雪和冰。臉頰左右各有一顆痣。服裝和頭髮顏色以水藍色為基礎。喜歡直接稱呼摩斯基頓的名字。對摩斯基頓相當忠誠，但對主人的主人伊娜荷則是一副敷衍了事的態度。
平常時是一副小孩子的模樣（外形像是十歲一般），戰鬥時會變身成像是二十歲的女性。
和摩斯基頓及阿火一起住在公寓裡。把冰箱當房間般住著，而且也喜歡在裡面吃冰淇淋。
烏魯弗蕾狄（台譯：狼女）
配音：田中敦子（日本）；汪世瑋（華視）（台灣）；雷碧娜（香港）
佛朗基·涅卡（台譯：法蘭克）
配音：銀河萬丈（日本）；于正昌（華視）（台灣）；李錦綸、雷霆（代配）、潘文柏（代配）（香港）
聖日爾曼伯爵
配音：矢尾一樹（日本）；梁志達（香港）
摩斯基頓的宿敵。
卡米爾·伊娜荷·卡米拉
伊娜荷·菲特曼波雷的祖先，摩斯基頓的戀人，並與摩斯基頓誕下了一名女兒。
配音：鶴弘美（日本）；黃麗芳（香港）
秋田小町
配音：南央美（日本）；陳凱婷（香港）
伊娜荷的近親與宿敵，同時也是摩斯基頓與卡米爾·伊娜荷的後代。
老爹
配音：佐藤正治（日本）；黃子敬（香港）
小愛
配音：本井惠美（日本）
火炎魔
配音：渡部猛（日本）；馮錦堂（香港）
天之川可拉拉
配音：田野惠（日本）
惠理
配音：吉田愛理（日本）
みく
配音：宮城滿希子（日本）
麻美
配音：永吉由佳（日本）
千里
配音：木村亞希子（日本）

## 工作人員
- 原案：赤堀悟、根岸弘、RADIX ACE ENTERTAINMENT
- 企画：朝賀定夫（東京電視台）・湯浅昭博（創通）・廣瀨禎彦（日本古倫美亞）
- 系列構成：植竹須美男
- 角色原案：岸田隆宏、沢田翔
- 角色設定：黑田和也
- 美術監督：岡田有章
- 色彩指定：友野亞紀子、川崎アイ子
- 攝影監督：池上元秋（スタジオコスモス）
- 音樂：手塚理
- 音響監督：三間雅文
- 音響効果：今野康之（スワラプロダクション）
- 錄音調整：池田裕貴
- 錄音助手：鳥羽瀨みどり
- 錄音工作室：三分坂スタジオ
- 錄音製作負責：中島朋子
- 錄音製作：テクノサウンド
- 音樂製作人：植村俊一
- 音樂製作/協力：日本古倫美亞、東京電視音樂
- 製作人：宮澤正徹（東京電視台）、山崎敦（創通）、植田基樹（RADIX ACE ENTERTAINMENT）
- 總導演：根岸弘
- 首席導演：岡嶋国敏
- 製作：東京電視台、創通、RADIX ACE ENTERTAINMENT[1]

## 主題曲
- 前期片頭曲「The Power of Love」（作詞・作曲・編曲・歌：Cyber Nation Network）
- 後期片頭曲「GOOD VIBRATION」（作詞・作曲・編曲・歌：Cyber Nation Network）
- 片尾曲「地図にない未来」（作詞：及川眠子 作曲：TA,COOL 編曲：京田誠一 歌：今井由香）

## 各話列表
| 話數       | 日文標題 | 中文標題                       | 劇本       | 分鏡     | 導演           | 作画監督                    |
| ---------- | -------- | ------------------------------ | ---------- | -------- | -------------- | --------------------------- |
| 第一夜     |          | 女高中生和吸血鬼               | 植竹須美男 | 岡嶋国敏 | 岡嶋国敏       | 高田詩乃                    |
| 第二夜     |          | 魔法陣和圓圈組件               | 植竹須美男 | 大船航   | 岡嶋国敏       | 田中誠輝                    |
| 第三夜     |          | 月之沙漠和狼女                 | 荒木憲一   | 近藤信宏 | 小野勝巳       | 高瀬言                      |
| 第四夜     |          | 性感偶像和人造人               | 柳川茂     | 大関雅幸 | 中村達也       | 玉川達文 落合正宗           |
| 第五夜     |          | 外向摩艾和內向伊娜荷           | 山田靖智   | 古川順康 | 山崎茂         | 柳瀬雄之                    |
| 第六夜     |          | 危險的兩人和一團謎題           | 植竹須美男 | 小野勝巳 | 小野勝巳       | 金子匡邦                    |
| 第七夜     |          | 親吻和背叛的叢林               | 荒木憲一   | 上村修   | 高山秀樹       | しんぼたくろう              |
| 第八夜     |          | 垃圾玩具和被禁止的遊戲         | 山田靖智   | 古川順康 | やすむらりょう | 高瀬言                      |
| 第九夜     |          | 生剝女和炒麵攤                 | 柳川茂     | 牧野行洋 | 岡嶋国敏       | 高田詩乃                    |
| 第十夜     |          | 校外旅行和那斯卡女王           | 佐藤勝一   | 大関雅幸 | 山崎茂         | しんぼたくろう              |
| 第十一夜   |          | 沙漠街道和老爺爺               | 植竹須美男 | 牧野行洋 | 名古屋洋       | 宇津木勇                    |
| 第十二夜   |          | 吃醋和東京的最後一天           | 荒木憲一   | 上村修   | 小野勝巳       | 柳瀬雄之                    |
| 第十三夜   |          | 大暴走和聖誕節快樂             | 山田靖智   | 古川順康 | 山田徹         | いた倉かず弘                |
| 第十四夜   |          | 睡著的男生和睡不著的女生       | 植竹須美男 | 岡嶋国敏 | 吉岡仙朋       | 下坂英男                    |
| 第十五夜   |          | 妖精石膏和轉學生               | 野中幸人   | 大関雅幸 | 山崎茂         | 金子匡邦                    |
| 第十六夜   |          | 逆襲的小町和拍賣會             | 瀧晃一     | 高山秀樹 | 高山秀樹       | しんぼたくろう いた倉かず弘 |
| 第十七夜   |          | 小町再來和彌生世代             | 柳川茂     | 大関雅幸 | 小野勝巳       | 高瀬言                      |
| 第十八夜   |          | 巧克力和禁忌的聖地             | 荒木憲一   | 牧野行洋 | 名古屋洋       | 落合正宗                    |
| 第十九夜   |          | 機械老爹和垃圾山               | 山田靖智   | 古川順康 | 山崎茂         | しんぼたくろう 米山浩平     |
| 第二十夜   |          | 推銷員和圓圈組件               | 柳川茂     | 菊池一仁 | 菊池一仁       | 波風立流                    |
| 第二十一夜 |          | 穿越時空之人和哈啦霍羅希雷哈雷 | 植竹須美男 | 菊池一仁 | 小野勝巳       | 金子匡邦                    |
| 第二十二夜 |          | 愛的悲劇和憤怒的奇蹟           | 山田靖智   | 開木菜織 | 高山秀樹       | 高瀬言                      |
| 第二十三夜 |          | 昔日的虎蛾和兩人使魔           | 柳川茂     | 上村修   | 吉岡仙朋       | 高橋成世                    |
| 第二十四夜 |          | 惡魔的陷阱和再見伊娜荷         | 荒木憲一   | 山崎茂   | 山崎茂         | 落合正宗                    |
| 第二十五夜 |          | 暴走的伊娜荷和黃金豬           | 植竹須美男 | 菊池一仁 | 菊池一仁       | 水口桂                      |
| 最終夜     |          | 吸血鬼和女高中生               | 植竹須美男 | 岡嶋国敏 | 岡嶋国敏       | 渡辺英樹                    |

## 腳註
1. 1 2  播放當時ZERO・G・ROOM名義。

## 相關項目
- 爆笑吸血鬼
- 中都卡通台

## 電視節目的變遷
| 日本 東京電視台 星期二18:00－18時30分節目 | 日本 東京電視台 星期二18:00－18時30分節目      | 日本 東京電視台 星期二18:00－18時30分節目 |
| ----------------------------------------- | ---------------------------------------------- | ----------------------------------------- |
|                                           | 爆笑吸血鬼"99 （1997年9月30日－1998年3月31日） |                                           |
| 新・天地無用！                            | 魔法陣都市                                     |                                           |